# Стойка Кръстева
Стойка Желязкова Кръстева (по баща Петрова), родена на 18 септември 1985 г. в Добрич, е българска боксьорка, в категории до 54 и 51 кг.
На 4 август 2021 се класира на финал в категория до 51 килограма на летните олимпийски игри в Токио, проведени през 2021 година след 4 поредни победи и на финала побеждава туркинята Чакъроглу за да вземе златния медал и по този начин става петият български олимпийски шампион в бокса.
Състезава се за Боксов клуб „Добрич“ (1999 – 2012) с треньор Стефан Петков, Боксов клуб „Русе“ (2012 – 2018) с треньор Павел Сяров и Боксов клуб „Локомотив“ София (от 2019 г.) с треньор Борислав Георгиев. Участва на Летните олимпийски игри в Лондон (2012) и Токио (2020). На 13 години започва да тренира бокс с първи треньор Стефан Петков през 1999 г. Учи в Спортно училище „Георги Раковски“ в Добрич (2000 – 2004), като го завършва с пълно отличие. На 26-годишна възраст, като състезател на Боксов клуб „Добрич“, става първата българка боксьорка на Олимпийски игри – в Лондон 2012, където печели категорично една среща и достига до четвъртфинал в категорията си (5-то място).
Два пъти Спортист номер 1 на Добрич – 2011 и 2012. Боксьорка номер 1 на България за 2012. Спортист номер 5 на България за 2018. Два пъти носител на купа „Странджа“ (най-стария боксов аматьорски турнир в света) – 2014 и 2021. Два пъти европейски шампион – Букурещ (Румъния) 2014 и София (България) 2018, веднъж с бронзов медал – Ротердам (Нидерландия) 2011. Два пъти световен вицешампион – Астана (Казахстан) 2016 и Ню Делхи (Индия) 2018. Шампион на България (7 пъти): в категории до 48 кг (2009), до 51 кг (2011, 2012, 2013, 2014), до 54 кг (2017, 2018).
През 2021 г. влиза в инициативния комитет, който издига Анастас Герджиков за президент на България 
Почетен гражданин на София (2021)

## Успехи
- Олимпийски шампион от Токио 2020
- Европейски шампион от Букурещ (Румъния), 2014.
- Европейски шампион от София (България), 2018.
- Световен вицешампион от Астана (Казахстан), 2016.
- Световен вицешампион от Ню Делхи (Индия), 2018.
- Бронзов медал от Европейското първенство в Ротердам (Нидерландия), 2011.
- 5-то място на Летните олимпийски игри в Лондон (2012)
- Шампион на България (7 пъти): в категории до 48 кг (2009), до 51 кг (2011, 2012, 2013, 2014), до 54 кг (2017 и 2018).[7]